# 향죽역
향죽역(香竹驛)은 황해남도 강령군의 철도역이다. 